# Gaikai
Gaikai (en japonés significa "océano abierto") es un servicio de juego basado en la nube que permite a los usuarios jugar demos de los juegos de PC más importantes y aplicaciones de forma instantánea desde una página web o dispositivo conectado a Internet. El 2 de julio de 2012, Sony Computer Entertainment anunció que se había alcanzado un acuerdo formal para adquirir la compañía por 380 millones de dólares con los planes de establecer su propio servicio de juegos nuevo basado en la nube.

## Servicio
El servicio de streaming de Gaikai puede ser embebido en cualquier sitio web relacionado con juegos, microsites, sitios de medios sociales como Facebook, o productos específicos (como
dispositivos móviles y televisión digital), según lo determinado por el distribuidor. Los usuarios no se ven obligados a desplazarse a un portal en línea en el que registrarse para poder acceder a los juegos y no necesitan descargar ningún software. Al final de la demo, el cliente tiene la opción de comprar el juego o producto a un distribuidor local, tienda en línea, descarga direct-to-drive, o continuar con el streaming del producto. Si los usuarios desean continuar la transmisión después de la prueba gratuita, la empresa les permitirá continuar con una base de pago por uso.
La tecnología propietaria de Gaikai funciona, en parte, mediante el uso de plug-ins instalados previamente tales como Java o Adobe Flash. Un vídeo de demostración (enlace roto disponible en Internet Archive; véase el historial, la primera versión y la última). del servicio en la GDC San Francisco 2010 mostró Call of Duty 4: Modern Warfare, World of Warcraft, EVE Online, Spore, Mario Kart 64 y Adobe Photoshop todos ejecutándose en Adobe Flash Player. En mayo de 2010, Gaikai demostró World of Warcraft ejecutándose en el iPad utilizando su tecnología de streaming de juegos.
El 27 de febrero de 2011, la tecnología de Gaikai es lanzada oficialmente en los Estados Unidos y a nivel internacional con Dead Space 2, The Sims 3, Spore y Mass Effect 2.
La Gaikai Affiliate Network fue lanzada el 2 de junio de 2011 y se esperan 10 millones de usuarios activos mensuales para otoño de 2011. Los sitios web que se unen a la red son capaces de transmitir juegos de PC de alta calidad a través de publicidad incrustada, y reciben a cambio un porcentaje de los ingresos de marketing generados por los juegos transmitidos a los consumidores, que juegan a las demos de forma gratuita.
Gaikai está actualmente disponible en 12 países de América del Norte y Europa y previsto para ser lanzado en Asia.
El 2 de julio de 2012, Sony Computer Entertainment anunció que había alcanzado un acuerdo para adquirir el servicio basado en la nube por el equivalente a 380 millones de dólares estadounidenses. El 20 de febrero de 2013 se confirma que el sistema PS4 podrá soportar streamings en directo

## Asociaciones
- 17 de junio de 2010: Electronic Arts[16]
- 20 de julio de 2010: Intel[17]
- 20 de julio de 2010: Limelight Networks[17]
- 5 de abril de 2011: Bigfoot Networks[18]
- 2 de junio de 2011: The Escapist[19]
- 8 de junio de 2011: Eurogamer[20]
- 21 de junio de 2011: Walmart[21]
- 5 de julio de 2011: Capcom[22]

## Inversores
Gaikai es financiada por Intel Capital, Limelight Networks, Rustic Canyon Partners, Benchmark Capital, TriplePoint Capital, NEA y Qualcomm.